# Museu do Ar e do Espaço (França)
O Museu Aeroespacial de Le Bourget (em francês:  Musée de l'Air et de l'Espace, MAE) em Le Bourget é o museu aeronáutico mais importante da França; é a mais antiga e uma das maiores do mundo.
Parte da exposição está alojada em salas, das quais a mais importante é a “Grande Galerie”; os aviões menos frágeis estão a céu aberto. As reservas do museu (entre outras, mais de 150 aviões) são mantidas principalmente no sudoeste do aeroporto, no território do município de Dugny.
O acesso ao museu é pago, exceto no primeiro domingo do mês.

## Imagens

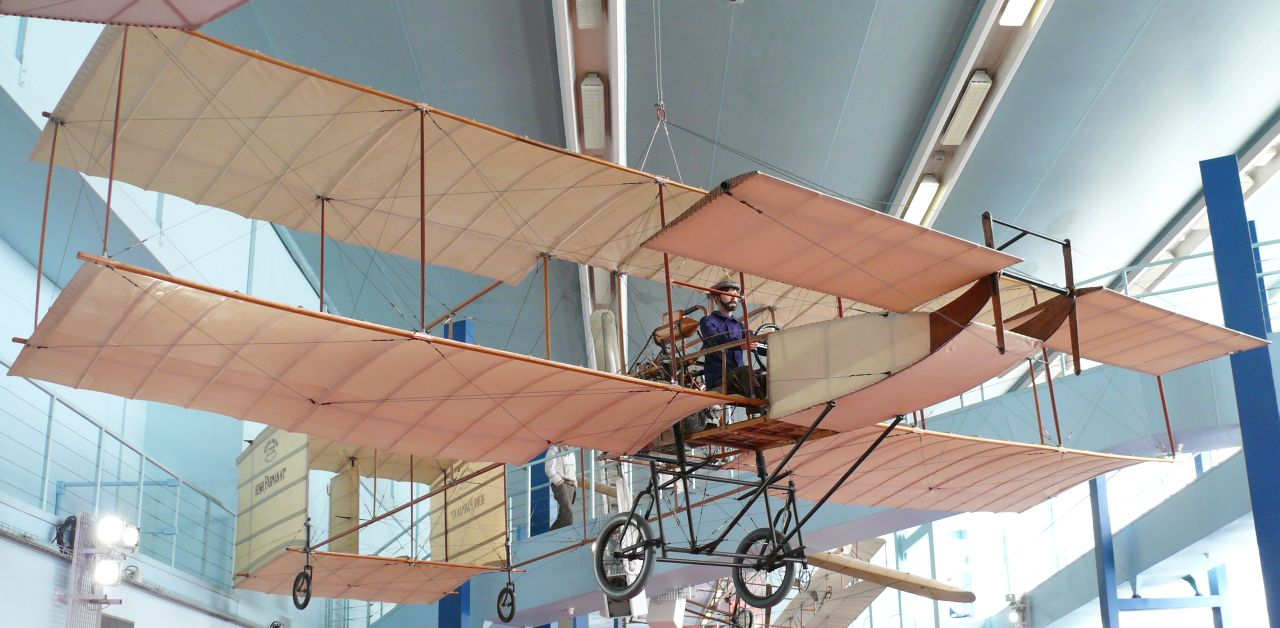
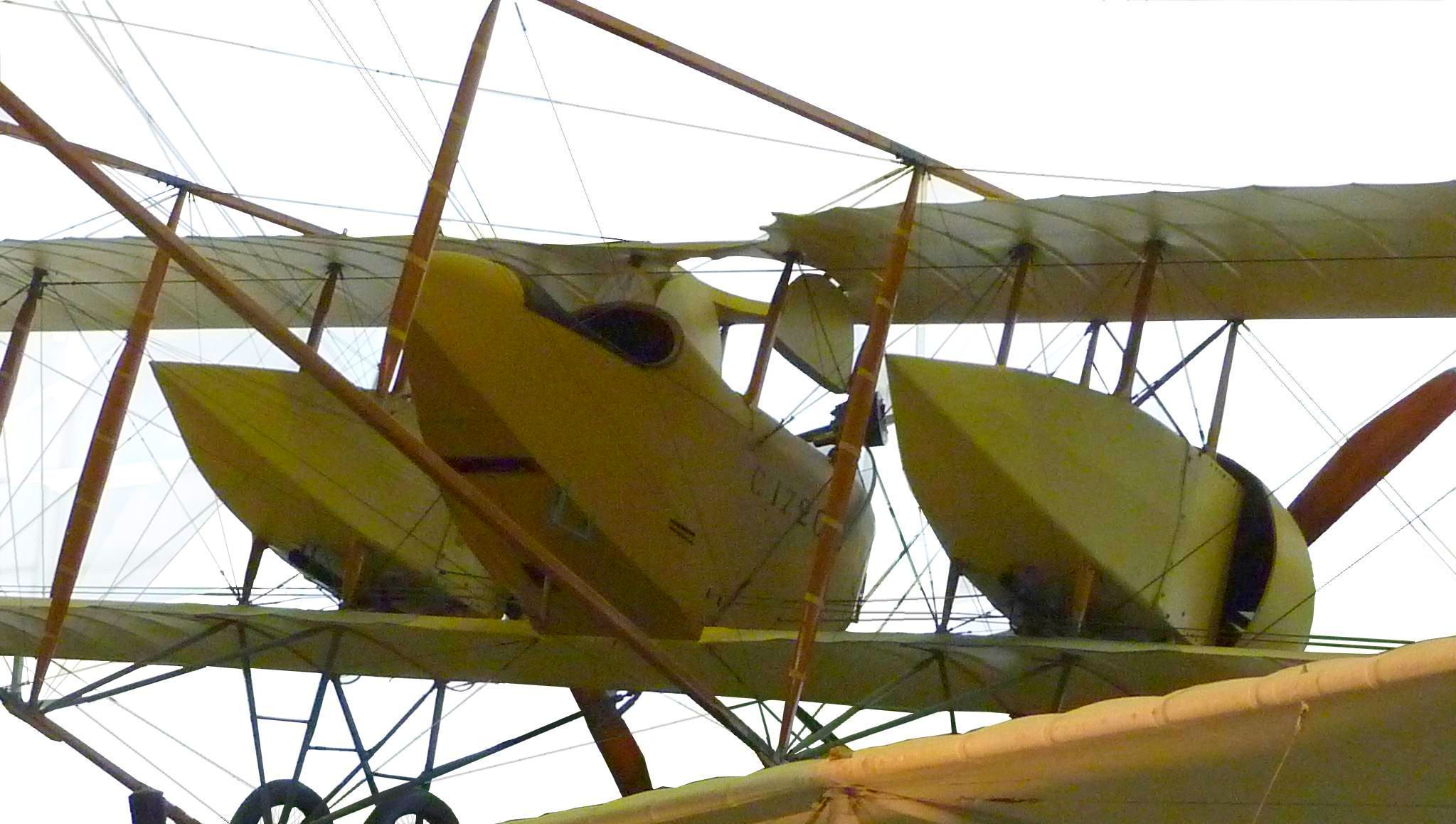